# Ilija Živković – Čokić
Ilija Živković (Kostrč kod Orašja, 26. svibnja 1954. – Zagreb, 9. lipnja 2015.) bio je hrvatski svećenik, psiholog i novinar, redovnik franjevac trećoredac. 

## Obrazovanje
Srednju školu za spremanje svećenika Provincije Franjevaca trećoredaca završio je 1973. u Odri kod Zagreba. Godine 1980. diplomirao je na Katoličkome bogoslovnom fakultetu u Zagrebu te je zaređen za svećenika. Od 1981. do 1983. studirao je teologiju i franjevačku duhovnost na franjevačkome Papinskom sveučilištu Antonianumu u Rimu. Doktorirao je psihologiju 1993. na američkome Katoličkom sveučilištu.

## Djelovanje
Od 1984. do 1994. vodio je Hrvatsku katoličku misiju u Washingtonu.
Od 1985. do 1992. radio je u Glasu Amerike kao spiker, prevoditelj, a nakon 1990. i kao urednik jutarnje emisije Glasa Amerike za Hrvatsku.
Od listopada 1994. obnašao je dužnost pomoćnika glavnog tajnika Hrvatske biskupske konferencije (HBK), koja ga je 1995. imenovala voditeljem Tiskovnog ureda HBK i ravnateljem Informativne katoličke agencije (IKA). Dužnosti ravnatelja agencije IKA razriješen je na vlastiti zahtjev u prosincu 1999. U ožujku 1999. imenovan je glavnim direktorom Hrvatskoga katoličkog radija. Od travnja 2001. bio je poglavar Samostana franjevaca trećoredaca u Odri.
Na 109. redovitom zasjedanju Generalnog kapitula Franjevaca trećoredaca 2. lipnja 2001. u Rimu fra Ilija Živković izabran je za generala reda, s mandatom od šest godina, te je na toj dužnosti ostao do 2007.

## Djela
Fra Ilija Živković je glavni urednik dviju monografija u izdanju Hrvatskog informativnog centra: "Ranjena crkva u Hrvatskoj" (1996.) i "Raspeta crkva u Bosni i Hercegovini" (1997.) koje svjedoče o stradanju sakralnih objekata u RH i BiH. 